# Balás Géza
Sipeki Balás Géza (Szatmárnémeti, 1914. február 11. – Budapest, 1987. január 31.) kertészmérnök, zoológus, egyetemi tanár, a kertészeti növényvédelmi rovartan tudományterület megalapítója

## Életpályája
Köztisztviselő szülők gyermekeként született, a sipeki nemesi családi előnevet felmenői az 1600-as években kapták, Balás Géza irodalmi munkássága során következetesen így használta. Elemi és középiskolai tanulmányait Szatmárnémetiben, majd Orosházán a Felső Mezőgazdasági Iskolában végezte. Az 1853-ban létesült Haszonkertészeket Képző Gyakorlati Tanintézet, majd 1894-től Kertészeti Tanintézet,  melyet  az 1848-49 szabadságharc orvosa, Entz Ferenc alapított Budapesten, 3 éves képzést követően a végzettek oklevelet kaptak.
Az 1930-as években Schilberszky Károly professzor által irányított Növényvédelmi Tanszéken növénykórtant, azaz a növények betegségeit és kártevő rovarok ismeretét egyaránt oktatták. Utóbbit a hazai rovartan kiemelkedő egyénisége Kadocsa Gyula professzor tanította,  mellette, annak rovartani laboratóriumában dolgozott Balás Géza diákként, majd fizetés nélküli gyakornokként. 1936-ban szerzett kertész oklevelet.  majd 1936–1944 között a Kertészeti Tanintézet (1939-től Kertészeti Akadémia, 1943-tól Kertészeti és Szőlészeti Főiskola) tanársegédje, majd adjunktusa volt.
Eközben – kisebb megszakításokkal – öt és fél éven át volt katona, és a második világháborúban a Don-kanyarnál  hadtáposként szolgált, miközben a természettel ismerkedett, gubacsokat gyűjtött és hozott magával hazatérésekor. Kezdetben Szelényi Gusztáv zoológus, cönológus, a Rovartani Állomás (később: Növényvédelmi Intézet) senior kutatója, tapasztalt entomológusa segítette és szakmailag irányította a háborúból hazatért, idegileg megviselt fiatalembert.  A kertészeti növényeket károsító ízeltlábú fajokat, azok életmódját 1935-től, még hallgatóként kezdte tanulmányozni intenzíven, 1936-tól hazánk és a környező országok gubacsainak gyűjtését, meghatározását, tárolását és kartotékolását "hangyaszorgalommal" végezte.
"A magyar kertek  gubacsfaunája" (1938) munkája megalapozta a Deutsches Entomologisches Institut, Berlin-Dahlemmel a cserekapcsolatot, majd gubacshatározásra is felkérték. Talán nem véletlen, hogy tanítványai egymás közt "Gubacs professzornak" nevezték kedvelt tanárukat! A kertészeti növényeken gubacsot okozó hártyásszárnyúak, szúnyogok és atkák hazai kutatása területén végzett tevékenységével úttörő munkát.
A  Kertészeti és Szőlészeti Főiskola 1945-ben önállóságát átmenetileg elveszítette, az agráregyetembe olvasztották be, ekkor Balás Géza egyetemi docensi beosztást kapott. 1953-tól azonban ismét a régi nevén (Kertészeti és Szőlészeti Főiskola) folytathatta működését, ekkor 1946-ban egy évre a kórtan oktatására osztották be, majd 1947 szeptemberétől ismét a rovartan előadója lett.
A növényvédelmi szakma fejlődésével egyre szélesedő ismeretanyagának oktatása szükségessé tette 1949-ben az önálló Rovartani Tanszék kialakítását (akkori nevén: Állati Kártevők Tanszék), ennek vezetésére kapott megbízást 1949-1954 időszakban, mint rendes tanár, majd 1954-ben a kertészeti rovartan egyetemi tanárává nevezték ki, azonban egyetemi professzori tisztségét csak 1961-ig viselhette. Az 1956-os forradalom és szabadságharc során hallgatói és fiatalabb munkatársai disszidál>tak, 1957-ben a forradalom támogatásáért megrovásban részesítették, 1961-ben elmozdították oktatói állásából,  míg más vélemény szerint "oktatástechnikai nézetkülönbsége" – Balás Géza a taxonómiai megközelítést preferálta a főhatósággal szemben. Valóság vagy csak indok? – Ki tudja már?). Mindenesetre a Kertészeti Kutató Intézet Gyümölcstermesztési Osztályára, Budatéténybe (ma: NAIK – Gyümölcs- és Dísznövénytermesztési Kutatóintézet ), lefokozva, mint "irányító mérnök", "tudományos munkatárs" helyezték át.
Közben 1964 decemberétől a Nemzeti Múzeum Állattárában is dolgozott, ahová addigi gubacsgyűjteménye került, mintegy 10 ezer példány. Akkoriban Franciaország után Magyarországnak, illetve az Állattárnak lett a második leggazdagabb gubacsgyűjteménye Európában.  Újabb adatok szerint (2015) a Magyar Természettudományi Múzeum Állattárának hártyásszárnyú gubacsképződmények gyűjteménye 31.377 boríték, amely nagyobb gyűjteményrészek létrehozói között Balás Géza is szerepel. A lelki megrázkódtatások, különösen a Kertészeti Egyetem kényszerű elhagyása, amely életműve szerves részét képezte, megromlott egészségi állapothoz vezetett, emiatt 56 évesen leszázalékolták (1970), de nyugdíjasként is kötetlenül bejárt a Kertészeti Kutató Intézetbe és az Állattárba, ahol 1987-ig dolgozott.
Szenvedélyesen szerette a Nagy Elődök életművének kutatását. Összegyűjtötte és megírta Földi János, Horváth Géza, Sajó Károly, Herman Ottó, Jablonowski József és Kadocsa Gyula entomológusok életrajzát, munkásságát. Saját legkiemelkedőbb eredményének azt tartotta, hogy a levélatkák hazai jelentőségére és előfordulására felhívta a figyelmet.
Kertész generációk tanulták tőle az alkalmazott rovartant az általa megalapozott módszerekkel, az általa írott jegyzetekből és könyvekből. A Tanszék megalakulását követően rövid időn belül megjelent a Kertészeti növények kártevői című stencilezett jegyzet, amelyben Balás Géza 150,  míg a később megjelent Kertészeti növények állati kártevői c. könyvben (1963, 1966) már 308 kártevő életmódját tárgyalja. A későbbiekben Sáringer Gyula  akadémikussal közösen megírt Kertészeti kártevők kézikönyv két kiadást ért meg (1982 és 1984).

## Magánélete
1944. április 27-én Budapesten házasságot kötött Sebastiani-Korányi Liviával (S-KL) egyházi szertartás szerint. Két leányuk és egy fiú gyermekük született. A temetésén Glits Márton, Sáringer Gyula és egykori tanártársa és jóbarátja, Probocskai Endre, a faiskolás szakma "pápája" búcsúztatták, és római katolikus egyházi szertartással temették. Balás Géza sírja az Óbudai temetőben található (9-274) https://dka.oszk.hu/html/kepoldal/index.phtml?id=23488. Közös sírban nyugszanak a tőle polgárilag ugyan elvált, de betegsége idején is róla szeretettel gondoskodó első feleségével (későbbi Balogh Kálmánné Sebastian-Korányi Líviával /1920-1994/).

## Munkássága
Balás Géza (és más kutatók) atkákkal összefüggő (akarológiai munkáit) Horváth Edit – Kontschán Jenő – Mahunka Sándor (2010): Hungarian acarological literature. Opusc. Zool. Budapest, 2010, 41(2): 97-174. gyűjtései, továbbá más, kiegészítő források alapján tekintjük át B.G. munkásságát.
- (1938): A dió gubacsatkái. (Gall mites of walnut). Kertészeti Szemle, 10: 78–79.
- (1938): A magyar kertek gubacsfaunája. (Die Zoocecidien der Ungarischen Gärten). A Magyar Királyi Kertészeti Tanintézet Közleményei, 4: 24–40. (39?) >https://adt.arcanum.com/hu/view/KerteszetiEgyetem_Kozlemenyek_1938_04/?query=p&pg=66&layout=s
- (1938): Magyarországból eddig ismeretlen pajzstetű. Eine für Ungarn neue Schildlaus. (Chionaspis austriaca Lind.) Magyar Királyi Kertészeti Tanintézet Közleményei 4. 40-41. https://adt.arcanum.com/hu/view/KerteszetiEgyetem_Kozlemenyek_1938_04/?query=p&pg=66&layout=s>
- (1938): A recéshátú levélpoloska (Stephanitis piri F.) gazdanövényei. Die Wirtspflanzen der Birnblattwanze. Magyar Királyi Kertészeti Tanintézet Közleményei 41.o. https://adt.arcanum.com/hu/view/KerteszetiEgyetem_Kozlemenyek_1938_04/?query=p&pg=66&layout=s
- (1938): Die Gallen des St. Gellért Berges. (I.) Borbásia 1(1): 7-9. https://adt.arcanum.com/hu/view/MTA_Borbasia_1938_1939/?pg=0&layout=s
- (1939): Die Gallen des St. Gellért Berges. II. Mitteilung. Borbásia, 1 (3–7): 38–40.
- (1939): Beiträge zur Kenntnis der Gallen Ungarns. Borbásia, 1 (8): 120–122.
- (1939): A vadgesztenye-levélatkáról. (About horse chestnut rust mite.). Kertészeti Szemle, 11: 190–192.
- (1939): Az alma és körte levélatkájáról. (Aboutapple and pear rust mite.) Kertészeti Szemle, 11: 248–250.
- (1939): Csonthéjas gyümölcsfáink levélatkája. (Rust mite of our stone fruits.) Kertészeti Szemle, 11: 292–293.
- (1939): Levélatka okozta növénybetegségek Magyarországon. Die durch Blattmilben verursachte Pflanzenkrankheiten in Ungarn. A Magyar Királyi Kertészeti Tanintézet Közleményei, 5: 52–70.
- (1939): Gubacsok Komárom megyéből. (I.) [Zoocecidien aus dem Komitate Komárom (Ungarn).] Botanikai Közlemények, 36 (5–6): 325–329.https://real-j.mtak.hu/8139/1/BotanikaiKozlemenyek_036.pdf
- (1941): Pótlás „Magyarország gubacsai”-hoz (Cecid). [Nachtrag zu „Die Gallen Ungarns.” (Cecid.)]. Borbásia Nova 6. Budapest, 1–197.
- (1941): A magyar kertek gubacsfaunája II. [Die Zoocecidien der Ungarischen Gärten]. Királyi Kertészeti Tanintézet Közleményei 7: 63–92.
- (1941): Gubacsok Komárom megyéből II. Zoocecidien aus dem Komitate Komárom (Ungarn). II. – Botanikai Közlemények, 38: 56–61.
- (1941): Adatok Erdély gubacsainak ismeretéhez. [Data to the knowledge of galls in Transylvania.] Botanikai Közlemények 38 (5–6): 356–360.
- (1942): Levélatka okozta növénybetegségek Magyarországon. (Bp., 1942)
- (1943): Az Andricus Magrettii Kieff. gubacsáról. Über die Galle Andricus Magrettii Kieff. Borbásia Nova, 18: 1-4.o.
- (1948): A magyar kertek gubacsfaunája III. Die Zoocedien der ungarischen Gärten III. Agrártudományi Egyetem Kert- és Szőlőgazdaságtudományi Kar Közleményei 12: 256–275 + iv.
- 1948): Die Gallmilbe der Vinca herbacea W. et K. Marcellia, 30: 249–251.o.

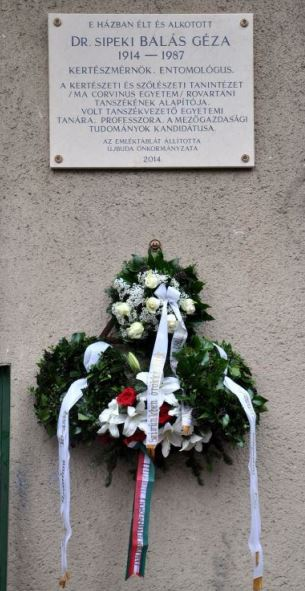
Emléktábla avatás egykori lakhelyén, születésének 100. évfordulóján, 2012-ben

- (1949): Állati kártevők. Budapest; 2. kiadás: 1950.Forrás: ?[16]
- (1950): A Vinca herbacea W. et K. gubacsatkája. (Die Gallmilbe der Vinca herbacea W. et K.) Kertészeti Kutatóintézet Évkönyve, 1: 119–121.
- Kozma Pál (szerk. 1950): Szőlő műveléstan I-II. Mezőgazdasági Kiadó, Budapest, 558 o. (B.G társszerző, 9. kiadás: 1961)
- B.G. et al. (1953): Gyümölcstermeléstan I.-II. Mezőgazdasági Kiadó, Budapest, 311 o.; 306 o.
- B.G. –  Mihályi Ferenc (1959): Adatok a fúrólegyek (Trypetidae) magyarországi tápnövényeinek ismeretéhez. Beiträge zur Kenntnis der Nahrpflanzen von Bohrfliegen (Trypetidae) in Ungarn. Állattani Közlemények, 47 (1-2): 45–53. https://adt.arcanum.com/hu/view/AllataniKozlemenyek_47/?pg=66&layout=s
- B.G. – Tóth György (1959): Adatok kerti növényeink kártevőinek ismeretéhez. A kertészeti és szőlészeti főiskola évkönyve 1958. Annales Academiae Horti- et Viticulturae. 22: 25 o.
- (1963): Kertészeti növények állati kártevői. Mezőgazdasági Kiadó, Budapest, 446 o. (2. átdolgozott és bővített kiadás: 1966, 527 o.) Az első kiadás MTA nívódíjjal kitüntetett munka.
- (1966): Adatok a Balatonkörnyék gubacsainak ismeretéhez. Beiträge zur Kenntnis der Galläpfel der Balatongegend. Állattani Közlemények, 53 (1–4): 23–31. https://adt.arcanum.com/en/view/AllataniKozlemenyek_53/?pg=36&layout=s
- (1976): Észak-amerikai gubacsatkafaj Magyarország faunájában. (A North American gallmite in the Hungarian fauna.) Növényvédelem, 12(4): 183.o. https://adt.arcanum.com/hu/view/Novenyvedelem1965_1976/?pg=190&layout=s
- (1976): Az ezüstjuhar-gubacsatka kártevő lett hazánkban! (The silver mapple gall mite has become a pest in Hungary!). Növényvédelem, 12(10): 475. https://adt.arcanum.com/hu/view/Novenyvedelem1965_1976/?pg=506&layout=s&query=Bal%C3%A1s
- B.G. –  Sáringer Gula (1982): Kertészeti kártevők. Akadémiai Kiadó, Budapest, 1096 o.; 2. kiadás: 1984. – utóbbi kiadás MTA nívódíjjal kitüntetett (1985) munka.

## Elismerései
- mezőgazdasági tudományok kandidátusa (1952) – addigi munkássága alapján
- Felsőoktatás Kiváló Dolgozója (1953)
- egyetemi tanári kinevezés (1954, visszavonása: 1961 – szakmai indoklással, de facto politikai okból
- Frivaldszky Imre-emlékérem (-plakett) ezüst fokozata (Magyar Rovartani Társaság, 1981)

## Emlékezete
- Balás Gézáról két állatfajt neveztek el:

1. Lochimerus balasi Szelényi, 1957 (= Idiomacromerus balasi)
2. Aceria balasi Farkas,1960

- Tiszteletére a Magyar Növényvédelmi Társaság Agrozoológiai Szakosztálya a növényvédelmi állattan területén kifejtett sikeres szakmai tevékenység elismerésére 2006-ban Balás Géza-emlékérmet alapított, amely átadására 2007 februárjában került sor, első kitüntetettje Jenser Gábor[17] (1930-2015)[18] volt.
- 2014-ben Újbudán, születésének 100. évfordulóján egykori lakóháza helyén emléktáblát avattak.
- A Magyar Rovartani Társaság (MRT) 818. sz. ülésén (2014) Jenser Gábor tartott előadást: 100 évvel ezelőtt született sipeki Balás Géza címmel. (28:40 min. időtartam) https://www.youtube.com/watch?v=dPrbhvPPSfY&t=342s